# Breitfussia schulzei
Breitfussia schulzei är en svampdjursart som först beskrevs av Breitfuss 1896.  Breitfussia schulzei ingår i släktet Breitfussia och familjen Jenkinidae. Inga underarter finns listade i Catalogue of Life.